# الملعب البلدي (القنيطرة)
الملعب البلدي بالقنيطرة هو ملعب كرة قدم متواجد بالمغرب بمدينة القنيطرة. أفتتح الملعب البلدي بالقنيطرة المغربية سنة 1941، أنشئ في بداية أربعينيات القرن الماضي ليحتضن مباريات الفريق المحلي. هناك حاليا مشروع إعادة صيانة وترميم للملعب وكذلك إضافة مدرجات لرفع الطاقة الإستيعابية للملعب بسبب المعاناة التي يعيشهــا الجمهور القنيطري وذلــك نظراً لصغر حجم الملعب البلدي الذي تقــارب سعته 20 ألف متفرج والجمهور القنيطري يتجــاوز هذا الرقم بكثير حيث أن معظم المشجعين يبقون واقفيـن في ظل الاكتظاظ والتزاحم الدي يشهده الملعب بسبب الكم الجمـاهيري الغفير. وبناء على ذلك تم إتخاذ هذا القرار، وتم الكشف عن الشركة التي ستقوم بــانجــاز المخطط وهي نفس الشركــة التي قــامت ببنــاء مركب فــاس الجديد، وستشمل التجهيزات كذلك:
- الكشافات الضوئية.
- تـجهيز المستودعـات بالمتطلبات اللازمة.
- غرفة إسعافات أولية.

الملعب البلدي ليس فقط هو الملعب الوحيد الذي سوف يتم إصلاحه، بل كذلك ملعب دار الشباب وملعب مسيرة وسوف يثم كذلك افتتاح القاعة، أما بناء ملعب جديد بالمدينة ثم تأجيله حتى 2016 وهو يتسع ل 40.000 ألف متفرج.

## وصلات خارجية
- (بالعربية) فيديو تكسية الملعب البلدي بالعشب الاصطناعي